# Кол де Драга (Тревизо)
Кол де Драга је насеље у Италији у округу Тревизо, региону Венето.
Према процени из 2011. у насељу је живело 3 становника. Насеље се налази на надморској висини од 584 м.